# Accord de sécurité de 2001 entre l'Arabie saoudite et l'Iran
Le 18 avril 2001, le ministre saoudien de l'intérieur, le prince Naif, et son homologue iranien, Abdolvahed Mousavi-Lari, ont signé à Téhéran un accord de coopération en matière de sécurité intérieure, dans le but de coopérer sur des questions variées, allant du blanchiment d'argent à la lutte anti-terrorisme en passant par le trafic de drogues,. Cité par le Washington Post, « l'accord est le développement le plus important dans la relation bilatérale » au moment de sa signature, selon l'ambassadeur iranien en Arabie saoudite, Ali Asghar Khaaji. Abdolvahed Mousavi-Lari a déclaré lors de la conférence de presse qui a suivi la signature : « Cet accord promet la paix et l'amitié et l'Iran a toujours tendu une main amicale à ses voisins. »
Les relations entre les deux États se sont aggravées lors des deux dernières décennies, avec notamment la rupture des relations diplomatiques en 2016. Le 10 mars 2023, dans un communiqué conjoint, l'Arabie saoudite et l'Iran annoncent à Pékin la reprise de leurs relations diplomatiques, et l'activation de l'accord de sécurité de 2001,.